# Placotrochus laevis
Espèce
Statut CITES
Placotrochus laevis est une espèce de coraux appartenant à la famille des Flabellidae.